# Sergio Onofre Jarpa
Sergio Onofre Jarpa  (Rengo, 8 de março de 1921 — 19 de abril de 2020) foi um político chileno que serviu como membro do gabinete durante a ditadura militar de Augusto Pinochet.

## Biografia
Vindo de uma origem rural, estudou agricultura na Universidade do Chile. Ele se envolveu pela primeira vez na política na década de 1950, inicialmente com o movimento juvenil do Partido Trabalhista Agrário antes de se envolver na Ação Nacional com Jorge Prat. Ele foi fundamental na formação do Partido Nacional em 1966 e serviu como líder da oposição ao governo de esquerda e, a partir de 1971, editor do jornal anti-socialista Tribuna.
Eleito para o Senado do Chile nas eleições de 1973, Jarpa tornou-se diplomata após o golpe de Estado chileno de 1973, servindo como delegado nas Nações Unidas e antes de se tornar embaixador na Colômbia (1976-1978) e depois na Argentina (1978-1983). Jarpa foi nomeado Ministro do Interior em 1983 com ordens especiais para abrir o diálogo com a oposição, que se organizou sob o nome de Aliança Democrática. Essa política de apaziguamento foi rapidamente abandonada por Pinochet, no entanto.  Ele ocupou o cargo até 1985.  Ele formou seu próprio movimento político, a Frente Nacional do Trabalho, em 1985 e este grupo foi um dos três que formaram a Renovação Nacional dois anos depois. Ele voltou ao Senado como representante deste novo partido em 1990.
Paralelamente à sua carreira política, Jarpa foi um notável autor sobre temas sócio-políticos e recebeu o Prêmio do Mérito Geopolítico do Instituto Chileno de Geopolítica em 1991.

## Morte
Morreu em 19 de abril de 2020, vítima da COVID-19.